# Andreï Zoubov
Pour les articles homonymes, voir Zoubov.
Andreï Borissovitch Zoubov (russe, né le 16 janvier 1952 à Moscou) est un historien, spécialiste en sciences des religions et politologue russe, docteur en histoire, personnalité publique, personnalité d’église, militant politique et commentateur. Vice-président du Parti de la liberté populaire.
Ancien professeur de l’Institut d’État des relations internationales de Moscou (MGIMO),. Il a temporairement perdu son emploi après avoir comparé le déploiement des troupes russes en Crimée à l’annexion de l’Autriche par Hitler dans le journal russe Vedomosti. Un mois plus tard, sa démission a été invalidée, et il a pu continuer à enseigner jusqu’à l’expiration officielle de son contrat avec le MGIMO.

## Biographie
Andreï Zoubov est né le 16 janvier 1952 à Moscou. Il a terminé l’école no 56 en 1968. La même année, il entre à l’Institut d’État des relations internationales de Moscou (Département des relations internationales).
Après avoir obtenu son diplôme en 1973, il commence à travailler à l’Institut d’études orientales de l’Académie des sciences de Russie.
En 1978, il soutient sa thèse de candidat intitulée « Expérience de la recherche sur la démocratie parlementaire en Thaïlande ».
En 1989, il soutient sa thèse de doctorat en histoire sur « La démocratie parlementaire et la tradition politique en Asie ».
Entre 1988 et 1994, il enseigne l’histoire des religions à l’Académie théologique de Moscou, où il devient professeur associé en 1990.
De 1994 à 2012, il dirige le département d’études religieuses de la faculté de philosophie et de théologie de l’Université orthodoxe russe .
En 2001, il démissionne de l’Institut des études orientales de l’Académie des sciences de Russie pour poursuivre sa carrière à MGIMO où il devient professeur au département de philosophie et également prend la direction du centre universitaire sur « L’Église et les relations internationales ».
En mars 2014, Andreï Zoubov est licencié après avoir critiqué les actions du gouvernement russe en Ukraine et en Crimée (pour avoir « commis un acte d’indécence », selon la formule figurant dans l’ordre de licenciement officiel). Cependant, la Commission présidentielle pour la protection des droits des travailleurs déclare le licenciement illégal et le professeur est restitué dans ses fonctions le 11 avril 2014 et continue à travailler jusqu’à l’expiration officielle de son contrat le 30 juin 2014.
En 2009-2014, il est membre de la Commission théologique synodale de l’Église orthodoxe russe. Professeur Zoubov est l’un des auteurs du « Concept social de l’Église orthodoxe russe » (2000).
En 2014-2018, il est commentateur à Novaya Gazeta .
Depuis 2014, il donne des conférences publiques dans des salles différentes et via Internet sur l’histoire de la philosophie, des idées religieuses aussi bien que sur l’histoire de la Russie.
Il a édité les deux volumes de « Histoire de la Russie : XXe siècle ».
Andreï Zoubov est l’un des principaux membres du Parti de la liberté populaire. Il a présenté sa candidature aux élections à la Douma en 2016 et est arrivé à la troisième place sa circonscription.
Professeur Zubov parle anglais, français et thaï.

## Carrière académique et publications
Au départ, Andreï Zoubov s’est concentré sur l’histoire politique de la Thaïlande et des systèmes parlementaires asiatiques. Sous l’influence du célèbre indianiste russe Vsevolod Sementsov et de son épouse Olga Zoubova (égyptologue), il s’intéresse aux études comparatives des religions.
Depuis 1993, il enseigne et écrit des livres sur l’histoire des idées religieuses. Il a notamment enseigné l’histoire des idées religieuses à l’Académie théologique de Moscou (1988-1994), à l’Université orthodoxe russe (1994-2011), à MGIMO (2001-2014), à l’Université d’État des sciences humaines de Russie (1994-1998), etc.
En 2006, il est devenu le rédacteur en chef d’une édition en plusieurs volumes sur l’histoire de la Russie, « Histoire de la Russie. XXe siècle. » Son équipe a réuni plus de 45 chercheurs de Russie, de la diaspora russe, aussi bien des spécialistes européens et américains (Vittorio Strada, Richard Pipes). Le projet a été initialement préparé sous la direction de Alexandre Soljenitsyne, qui a relu et édité la plus grande partie du manuscrit (plus ou moins jusqu’à l’année 1956). Le livre a été publié en deux volumes en 2009 (volume 1 : chapitre d’introduction et la période 1894–1939, volume 2 : période 1939-2007). En 2016-2017, une nouvelle édition en trois volumes est parue (volume 1 : chapitre d’introduction et période 1894-1922 ; volume 2 : période 1923-1953 ; volume 3 : période 1953-2008).
Le livre a été traduit en tchèque et publié en deux volumes à Prague.
Depuis son expulsion du MGIMO, professeur Zoubov a fait de fréquentes apparitions dans les médias d’opposition, s’exprimant notamment sur des sujets historiques.
Il a reçu le titre de docteur honoris causa de l’Académie Kyiv-Mohyla (Ukraine) en 2014 et à l’Université Masaryk (Brno, République tchèque) en 2019.

## Activité sociale, politique et religieuse
Andreï Zoubov est un chrétien orthodoxe pratiquant.
Il est membre du comité de rédaction du journal Kontinent. En 1998, il a reçu le prix de la fondation Znamya.
Le 16 juillet 2005, par la décision du Saint-Synode de l’Église orthodoxe russe, il a été inclus dans le groupe de travail chargé d’élaborer un « document conceptuel sur la position de l’Église orthodoxe russe dans les relations interreligieuses ».
Il est membre de l’Union nationale des solidaristes russes (NTS) depuis 2003.
Andreï Zoubov a été décoré par les ordres du Saint Prince Daniel de Moscou (IIIe degré) et de Saint-Serge de Radonège (IIIe degré) en 2006 et 2008 par le patriarche Alexis II.
Le 29 juin 2009, par la décision du patriarche de Moscou et de toute la Russie Cyrille, le professeur Zoubov a été inclus dans le comité de rédaction du manuel pour enseigner les bases de la culture chrétienne orthodoxe à l’école secondaire.
Le 29 septembre 2009, il a participé à la conférence « Religion et culture politique » organisée à Rome par l’Université pontificale grégorienne et la Fondation Konrad Adenauer. Il a fait un rapport sur les relations entre l’Église et l’État russe au 20e siècle.
En mars 2012, il a publiquement exprimé son opposition au procès Pussy Riot : selon lui, la peine était disproportionnée et même dans l’empire russe, des jugements prononcés dans des cas similaires étaient moins sévères.
En 2014, le professeur Zoubov a vivement critiqué les actions de la Russie en Crimée.
En septembre 2014, il a signé une déclaration demandant « de mettre fin à l’aventure agressive : retirer les troupes russes de l’Ukraine et d’arrêter la propagande ainsi que le soutien matériel et militaire aux séparatistes du sud-est de l’Ukraine ».
Au printemps 2016, Andreï Zoubov a annoncé qu’il participerait aux élections à la Douma d’État en tant que membre du Parti de la liberté populaire. Il est arrivé à la troisième place dans sa circonscription.
En février 2022, il condamne l'invasion russe en Ukraine.

## Œuvre
Le professeur Zoubov a publié huit monographies et plus de trois cents articles.

### Livres
- Парламентаризм в Таиланде: опыт исследования современного восточного общества методом анализа избирательной статистики (Le système parlementaire en Thaïlande : étude d'une société asiatique contemporaine par l'analyse des statistiques électorales), Moscou, 1982.
- Парламентская демократия и политическая традиция Востока (Démocratie parlementaire et tradition politique asiatique), Moscou, 1990.
- L’Euroasia del Nord : Il rischio del caos dopo l’impero sovetico / Ed.San Paolo. Turin — Milano, 1994.
- Обращение к русскому национальному правопорядку как нравственная задача и политическая цель (Le retour au système de justice national russe comme une tâche morale et un objectif politique), Moscou, 1997.
- (ru) A.B. Zoubov, История религий. Книга первая : Доисторические и вне-исторические религии. Курс лекций. (Histoire des religions. Volume un : Religions préhistoriques et ahistoriques. Сycle de conférences), Moscou, Planeta Detey,‎ 1997 (ISBN 5-86065-034-5)
- (ru) История России. XX век : 1894-1939. (Histoire de la Russie. XXe siècle : 1894-1939), vol. 1, Moscou, AST,‎ 2009, 1023 p. (ISBN 978-5-17-059362-0)
- (ru) История России. XX век : 1939-2007. (Histoire de la Russie. XXe siècle : 1939-2007., vol. 2, Moscou, AST,‎ 2009, 847 p. (ISBN 978-5-17-059363-7)
- (ru) A. Zoubov, V. Bouldakov, L. Goudkov, Yu. Pivovarov, Yu. Ryzhov, Ph. Boobbyer, L. Luks, G. Nivat, R. Pipes, V. Strada, Россия на рубеже веков. 1991-2011 (La Russie au tournant du siècle. 1991-2011), Moscou, Rosspen,‎ 2011, 159 p. (ISBN 978-5-8243-1598-1)
- (ru) A.B. Zoubov, Лекции по истории религии (Cours sur l'histoire de la religion), Moscou, Alpina Non-fiction,‎ 2016 (ISBN 978-5-91671-602-3)
- (ru) История России XX век. Как Россия шла к ХХ веку. От начала царствования Николая II до конца Гражданской войны (1894-1922). (Histoire de la Russie. XXe siècle. La voie de la Russie vers le XXe siècle, du début du règne de Nicolas II à la fin de la guerre civile (1894-1922))., vol. 1, Moscou, Eksmo,‎ 2017 (ISBN 978-5-699-89930-2)
- (ru) История России XX век. Эпоха Сталинизма (1923-1953). (Histoire de la Russie. XXe siècle. L'époque de Staline (1923-1953))., vol. 2, Moscou, Eksmo,‎ 2017 (ISBN 978-5-699-92087-7)
- (ru) История России ХХ век. Деградация тоталитарного государства и движение к новой России (1953 — 2008). (Histoire de la Russie. XXe siècle. Dégradation d'un État totalitaire et mouvement vers une nouvelle Russie (1953 — 2008)), vol. 3, Moscou, Eksmo,‎ 2017 (ISBN 978-5-699-93347-1)
- (ru) A.B. Zoubov en collaboration avec O.I. Zubova, Религия Древнего Египта. Часть 1. Земля и боги (Religion de l'Egypte Ancienne. Partie 1. La terre et les dieux), Moscou, RIPOL Classic,‎ 2018 (ISBN 978-5-386-09668-7, lire en ligne)
- .(ru) A.B. Zoubov, Россия. 1917. Катастрофа : лекции о Русской революции (Russie. 1917. Catastrophe : Cours sur la révolution russe), Moscou, RIPOL Classic,‎ 2019 (ISBN 978-5-386-12486-1, lire en ligne)

## Famille
- Épouse: Olga Igorevna Zoubova, née en 1948, historienne, égyptologue. Marié depuis 1982.
- Père: Boris Nikolaïevitch Zoubov (1912-2007), constructeur de navires russe, amiral.
- Mère: Ia Evguenievna Zoubova (Savostianova) (1916-2005). Professeur associée au département de technologie chimique générale, candidate ès sciences techniques.
- Frère: Sergueï Borissovitch Zoubov, né en 1944.
- Enfants: Xenia, Irina, Daria, Daniil.